# Tuomas Säily
Tuomas Säily (* 8. Januar 1985) ist ein finnischer Biathlet.
Tuomas Säily bestritt seine ersten internationalen Rennen im Rahmen der Juniorenweltmeisterschaften 2002 in Ridnaun, wo er 46. in Sprint und Verfolgung wurde, als Sechster im Einzel in die Nähe der Medaillenplätze lief und mit der Staffel Fünfter wurde. Ein Jahr später kam er in Kościelisko nur zu einem Einsatz, bei dem er den 64. Rang im Sprint erreichte. Zu einem letzten Rennen kam Säily 2005 in Kontiolahti und erreichte Rang 44 des Einzels. Es dauerte zwei weitere Jahre, bis er in Otepää im Rahmen der Sommerbiathlon-Weltmeisterschaften 2007 seine ersten Rennen im Leistungsbereich bei den Männern bestritt und bei den Crosslauf-Wettbewerben 27. des Sprints und 24. des Massenstartrennens, auf Rollskiern 33. des Sprints wurde. Zum Auftakt der Saison 2007/08 bestritt Säily nochmals zwei Rennen im Europacup, wo er in Idre 96. und 58. in Sprintrennen wurde.